# Майданпек (община)
Майданпек (серб. Мајданпек) — община в Сербии, входит в округ Борский.
Население общины составляет 21 267 человек (2007 год), плотность населения составляет 23 чел./км². Занимаемая площадь — 932 км², из них 21,6 % используется в промышленных целях.
Административный центр общины — город Майданпек. Община Майданпек состоит из 14 населённых пунктов, средняя площадь населённого пункта — 66,6 км².

## Статистика населения общины
| Год  | Население, чел. |
| ---- | --------------- |
| 1991 | 26 010          |
| 2001 | 24 008          |
| 2002 | 23 519          |
| 2003 | 23 046          |
| 2004 | 22 571          |
| 2005 | 22 116          |
| 2006 | 21 691          |
| 2007 | 21 267          |